# Israël Querido

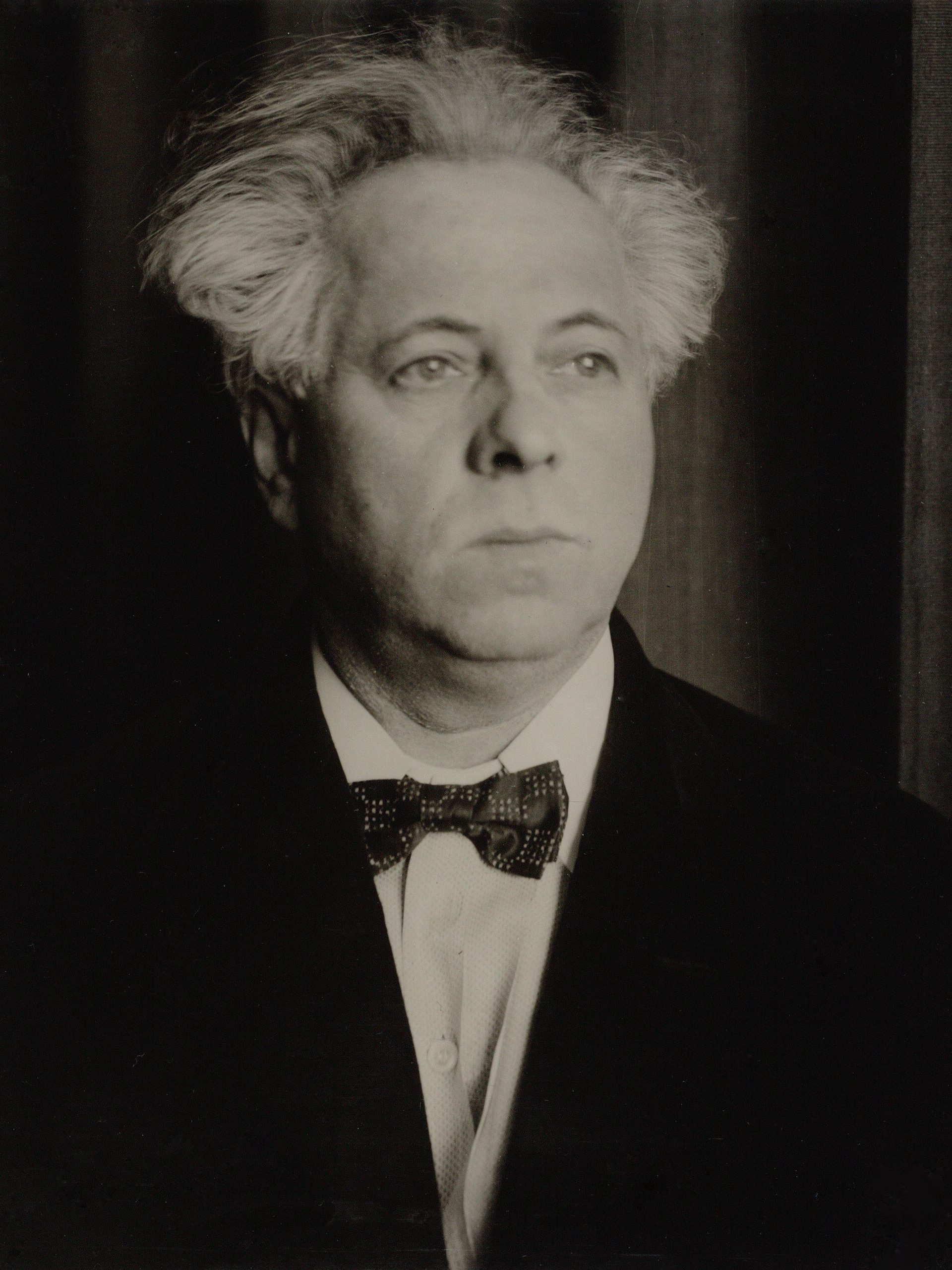
Israël Querido, 1932

Israël Querido (* 1. Oktober 1872 in Amsterdam, Niederlande; † 5. August 1932 ebenda) war ein niederländischer Schriftsteller, der nach der Jahrhundertwende neben Herman Heijermans (1864–1924) zu den namhaften, wenngleich in Deutschland unbeachtet gebliebenen, Gestalten des holländischen Naturalismus gehörte.
Er wurde als Sohn einer jüdisch-sephardischen Familie portugiesischer Herkunft geboren und arbeitete als Uhrmacher, Juwelier, in der Diamantenindustrie, als Violinist und Journalist. Als Schriftsteller debütierte er 1893 mit einer Sammlung von Gedichten mit dem Titel „Verzen“, bald gefolgt von „Gedichten“ (1894), geschrieben unter dem Eindruck eines Besuchs in Paris. 
Queridos erstes Prosawerk „Levensgang“ (1901) war extrem naturalistisch und am Vorbild Émile Zolas orientiert. Danach veröffentlichte er „Daarna volgde Menschenwee“ (1903). Sein erstes großes Werk war der vierbändige Romanzyklus „De Jordaan“, bestehend aus: „De Jordaan“ (1912), „Van Nes en Zeedijk“ (1914), „Manus Peet“ (1922) und „Mooie Karel“ (1925). Er entfernte sich allmählich vom Naturalismus und schrieb nach dem Vorbild von Louis Couperus einen weiteren großen historischen Romanzyklus: „De oude waereld, het land van Zarathustra“ (1918–1921). Illustriert wurde das dreibändige Werk um König Xerxes und das Persische Reich von Willem Adriaan van Konijnenburg (1868–1943).
Sein älterer Bruder war der Verleger Emanuel Querido (1871–1943), der 1915 den Verlag Em. Querido’s Uitgeversmaatschappij N.V. und 1933 den Querido Verlag gründete, welcher eine bedeutende Rolle in der deutschen Exilliteratur spielte.

## Werke (Auswahl)
- Levensgang (1901)
- Daarna volgde Menschenwee (1903)
  - De Jordaan (1912)
  - Van Nes en Zeedijk (1914)
  - Manus Peet (1922)
  - Mooie Karel (1925)
- De oude waereld, het land van Zarathustra. Scheltens & Giltay, Amsterdam 1918–1921.